# Mariette Hartley

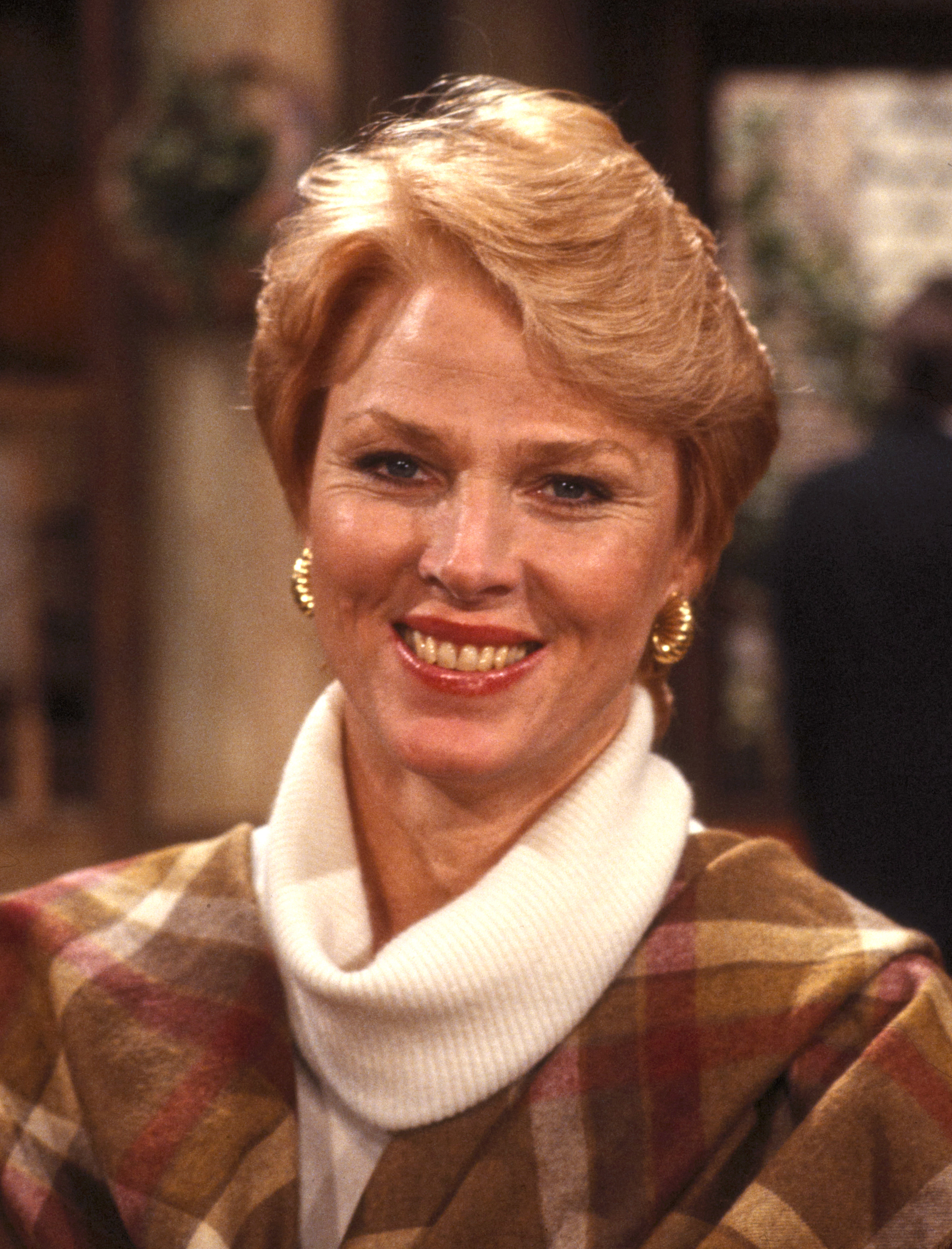
Mariette Hartley (um 1986)

Mariette Hartley (* 21. Juni 1940 in Weston, Connecticut als Mary Loretta Hartley) ist eine US-amerikanische Schauspielerin.

## Karriere
Hartley begann ihre Schauspielkarriere in jungen Jahren beim Theater, wo Eva Le Gallienne ihre Mentorin war. Ihre Filmkarriere begann 1962 mit dem Western Sacramento von Sam Peckinpah. 1964 hatte sie eine Nebenrolle in Alfred Hitchcocks Marnie sowie einen Auftritt in der Fernsehserie Twilight Zone. Von 1966 bis 1967 spielte sie mit Richard Mulligan in der nur 16 Episoden langen Fernsehserie The Hero.
1969 trat sie in der vorletzten Episode von Raumschiff Enterprise, Portal in die Vergangenheit, als Zarabeth auf, in der es zu einer Liebesbeziehung mit Spock kommt. Danach besetzte man sie in mehreren Science-Fiction-Filmen wie Verschollen im Weltraum (1969), Earth II (1971) und in dem Fernsehfilm Genesis II (1973). Sie spielte auch in zwei Columbo-Episoden: 1974 in Schreib oder stirb und 1977 in Alter schützt vor Morden nicht.
Im Fernsehen gehörte sie außerdem als Dr. Claire Morton zum Ensemble der Serie Peyton Place. 1978 wirkte sie in der Serie Logan’s Run mit. Im selben Jahr spielte Hartley in zwei Episoden von Der unglaubliche Hulk die Rolle der Dr. Carolyn Fields und gewann für ihre Schauspielleistung einen Emmy. 1983 war Hartley neben Bill Bixby in der Sitcom Goodnight, Beantown zu sehen. 2007 übernahm sie in der Fernsehserie Dirt zwei Folgen lang die Rolle der Dorothy Spiller.

## Privates
Mariette Hartley ist Enkelin des berühmten Psychologen John B. Watson. Sie litt einige Zeit lang an einer bipolaren Störung und war 1987 an der Gründung der American Foundation for Suicide Prevention, einer Stiftung für Suizidprävention, beteiligt. Hartley war zweimal verheiratet, von 1960 bis 1962 mit John Seventa und von 1978 bis 1996 mit Patrick Boyriven, dem Regisseur von Der unglaubliche Hulk. Aus der Ehe mit Letzterem hat Hartley zwei Kinder.

## Filmografie (Auswahl)
- 1962: Sacramento (Ride the High Country)
- 1963: Sklavenjäger (Drums of Africa)
- 1963–1974: Rauchende Colts (Gunsmoke; Fernsehserie, fünf Folgen)
- 1964: Twilight Zone (Fernsehserie, eine Folge)
- 1964: Marnie
- 1964: Meine drei Söhne (My Three Sons; Fernsehserie, zwei Folgen)
- 1964: Die Leute von der Shiloh Ranch (The Virginian; Fernsehserie, zwei Folgen)
- 1965: Peyton Place (Fernsehserie, 32 Folgen)
- 1965–1971: Bonanza (Fernsehserie, vier Folgen)
- 1966–1967: Der Western-Held (The Hero; Fernsehserie, 16 Folgen)
- 1969: Verschollen im Weltraum (Marooned)
- 1969: Raumschiff Enterprise (Star Trek, Fernsehserie, Folge 3x23)
- 1970: Barquero
- 1971: Die sieben Pranken des Satans (The Return of Count Yorga)
- 1972: Endstation Hölle (Skyjacked)
- 1972: Der Todesritt der glorreichen 7 (The Magnificent Seven Ride!)
- 1973: Genesis II (Fernsehfilm)
- 1973–1974: Die Straßen von San Francisco (The Streets of San Francisco, Fernsehserie, zwei Folgen)
- 1974: Barnaby Jones (Fernsehserie, zwei Folgen)
- 1974/1977: Columbo (Fernsehserie, zwei Folgen)
- 1976: Der Schlangenladen (The Killer Who Wouldn’t Die, Fernsehfilm)
- 1976: Unsere kleine Farm (Little House on the Prairie, Fernsehserie, Folge 2x19)
- 1978: Der unglaubliche Hulk (The Incredible Hulk, Fernsehserie, Folge 2x01)
- 1979: M*A*S*H (Fernsehserie, eine Folge)
- 1979: Detektiv Rockford – Anruf genügt (The Rockford Files; Fernsehserie, eine Folge)
- 1981: Papa haut auf den Putz (Improper Channels)
- 1982: Spuk im Ehebett (O’Hara’s Wife)
- 1983: Die Initiative (M.A.D.D.: Mothers Against Drunk Drivers, Fernsehfilm)
- 1983–1984: Goodnight, Beantown (Fernsehserie, 18 Folgen)
- 1984: Tod eines Teenagers (Silence of the Heart, Fernsehfilm)
- 1988: Die Generation von 1969 (1969)
- 1990–1991: Fernsehfieber (WIOU; Fernsehserie, 16 Folgen)
- 1992: Steinzeit Junior (Encino Man)
- 1992: Als Baby mißbraucht (Child of Rage, Fernsehfilm)
- 1995: Schreckensflug der Boeing 767 (Falling from the Sky: Flight 174, Fernsehfilm)
- 1998: In guten wie in schlechten Tagen (To Have & to Hold; Fernsehserie, acht Folgen)
- 2003–2011: Law & Order: Special Victims Unit (Fernsehserie, sechs Folgen)
- 2004: Single Santa Seeks Mrs. Claus (Fernsehfilm)
- 2005: Meet the Santas (Fernsehfilm)
- 2006: Novel Romance
- 2007: Dirt (Fernsehserie, zwei Folgen)
- 2008: Grey’s Anatomy (Fernsehserie, zwei Folgen)
- 2011: Big Love (Fernsehserie, eine Folge)
- 2013: The Mentalist (Fernsehserie, Folge 5x15)
- 2016: Silver Skies
- 2018: 9-1-1: Notruf L.A. (9-1-1; Fernsehserie, sieben Folgen)
- 2019: The House on the Hill (Fernsehfilm)
- 2020: Escaping My Stalker (Fernsehfilm)
- 2020: Camp Arrowhead
- 2021: Our (Almost Completely True) Love Story

## Auszeichnungen
- 1963: Nominierung für den British Film Academy Award in der Kategorie Bester Nachwuchsdarsteller für Sacramento
- 1978: Nominierung für den Emmy in der Kategorie Beste Nebendarstellerin – Drama oder Comedy Special für The Last Hurrah
- 1979: Emmy in der Kategorie Beste Hauptdarstellerin in einer Dramaserie für Der unglaubliche Hulk
- 1980: Nominierung für den Emmy in der Kategorie Beste Einzelleistung – Kinderprogramm für The Halloween That Almost Wasn’t
- 1980: Nominierung für den Emmy in der Kategorie Beste Hauptdarstellerin in einer Dramaserie für Detektiv Rockford – Anruf genügt
- 1982: Nominierung für den Genie Award in der Kategorie Beste ausländische Darstellerin für Papa haut auf den Putz
- 1983: Nominierung für den Emmy in der Kategorie Beste Hauptdarstellerin in einer Comedyserie für Goodnight, Beantown
- 1983: Nominierung für den Emmy in der Kategorie Beste Hauptdarstellerin – Miniserie oder Special für Die Initiative
- 1987: Stern auf dem Hollywood Walk of Fame (7020 Hollywood Blvd.)